# CLG J02182-05102
CLG J02182-05102 is een cluster van sterrenstelsels die zo ver van de Melkweg staat, dat het door de sterren uitgestraalde licht er bijna 10 miljard jaar over gedaan heeft om de Aarde te bereiken. Astronomen hebben het cluster dus waargenomen zoals het er 10 miljard jaar geleden uitzag, zo'n 4 miljard jaar na de oerknal en vlak voordat de eerste geboortegolf van sterren was afgelopen.
Het bijzondere aan CLG J02182-05102 is dat stervorming voornamelijk voorkomt in het centrum, terwijl jongere clusters juist stervorming vertonen in de buitenste regionen. De cluster bestaat uit ongeveer 60 sterrenstelsels. Ter vergelijking; de veel jongere Lokale Groep waartoe de Melkweg behoort, bestaat uit iets meer dan 40 sterrenstelsels. Verder wordt CLG J02182-05102 gedomineerd door massieve, volwassen sterrenstelsels wat typisch is voor moderne clusters. Ook lag het niet in de lijn der verwachting dat al zo vroeg na de oerknal zich clusters van sterrenstelsels hadden kunnen vormen.